# Bolgár bánság
A Vidini Királyság meghódításával jött létre Északnyugat-Bulgáriában a Bolgár Bánság, mely I. Lajos magyar király uralma alatt a Magyar Királyság hűbéresei közé tartozott 1365 és 1369 között.

## Rövid háború

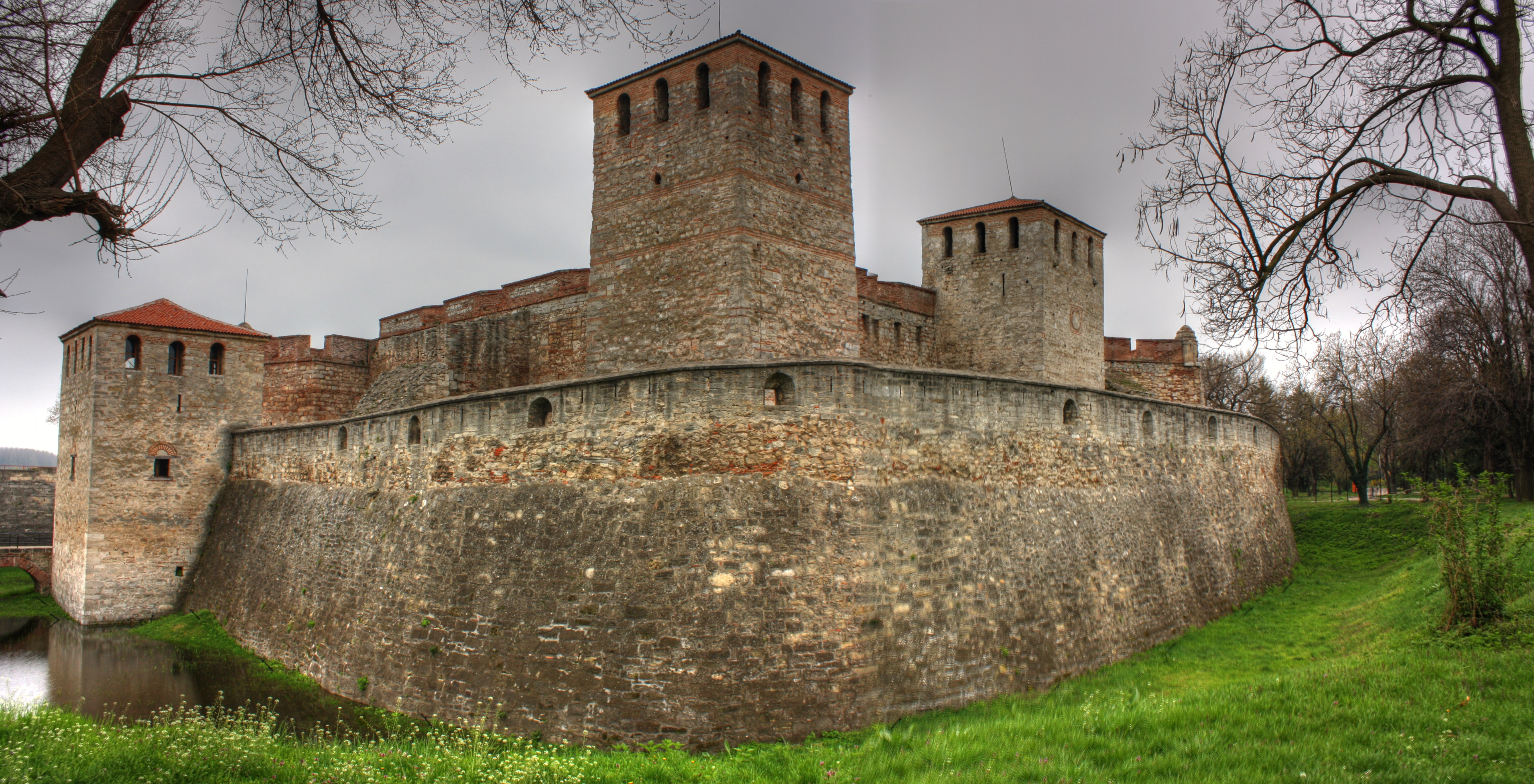
Baba Vida, Vidin középkori erődje

1359–1360 előtt a bolgár korona egykori örököse, Iván Szracimir a Vidini Királyság uralkodója lett, és nagyrészt független állammá tette. 1365 elején Nagy Lajos, aki elődeihez hasonlóan magát "Bulgária királyának" (rex Bulgariae) nevezte, többek között azt követelte, hogy Iván Szracimir ismerje el szuverenitását és legyen a vazallusa. Szracimir elutasítása után a magyar király hadjáratot indított a Vidini cárság meghódítására. 1365. május 1-jén indult el Magyarországról; május 30-án érte el Vidint, és június 2-án rövid ostrom után elfoglalta a várost. Kont Miklós nádor, a magyar hadsereg parancsnoka vezette az ostromot. A magyarok fogságban tartották a cárt és családját a horvátországi Bosiljevóban, a Humnik erődben. Nem sokkal ezután a magyarok elfoglalták a Vidini Cárság (magyar nevén Bodony teljes területét, és a Magyar Királyság bánságává szervezték át, élére egy bánt nevezett ki az uralkodó. A területet kezdetben Himfi Péter pozsonyi gróf, majd Lackfi Dénes, az "erdélyi vajda, Vidin helytartója, Temes és Szolnok vármegye uralkodója" titulusban irányította.

## Magyar uralom Vidinben
A magyarok közigazgatási uralmuk kialakítása után a ferences szerzetesek közreműködésével hozzáláttak a helyi bolgár ortodox lakosság római katolikus hitre térítéséhez. A rövid idő ellenére ez volt az egyik legkorábbi magyar missziós egyházmegye. A magyar adatok szerint a ferencesek 200 ezer embert, vagyis a térség lakosságának egyharmadát térítették meg; bár a számokat erősen túlbecsültnek és irreálisnak tartják, a megtértek között minden bizonnyal az egykori cár és családja is volt.
Iván Szracimir apja, Iván Sándor cár, Bulgária tarnovói uralkodója semmit sem tudott tenni a magyar invázió és fia elfogásának megbosszulásáért. Néhány évvel később azonban kihasználta V. Ióannész bizánci császár Vidini fogva tartását és VI. Amadé gróf hadjáratát a Fekete-tenger bolgár partvidékén, hogy ortodox koalíciót szervezzen és megmentse Vidint. A szövetséghez való csatlakozásért Iván Sándor felajánlotta a bizánci császárnak a fekete-tengeri kikötőket Neszebartól délre, cserébe azonban V. Ióannésznek 180 000 forintot kellett fizetnieI. László havasalföldi vajdának. Az oláh vajda cserébe elfoglalta Vidint, és átengedte Iván Sándornak.

## A bánság vége
1369-ben véget ért Vidin magyar megszállása. Bár a visszafoglaló hadjárat nem volt teljesen sikeres, mert a magyarok visszafoglalták a várost, a Magyar Királyság és Iván Sándor szövetségesei közötti tárgyalások oda vezettek, hogy a városvégül visszakerült a bolgárok kezébe, és Iván Szracimirt 1369 őszén újra beiktatták a régió uralkodójává.

## A bánok listája
| Term      | Inkumbens      | Megjegyzések | Forrás      |
| --------- | -------------- | --- | ----------- |
| 1365–1366 | Lackfi Imre    | Vidin kapitánya; lovászmester (1359–1367), Mehádia és Karánsebes várkastélya (1365–1366)                                              | [ 3 ] [ 4 ] |
| 1365–1366 | Lackfi Dénes   | Vidin kapitánya; erdélyi vajda (1359–1367) és Temes vármegye ispánja (1365–1367)                                                      | [ 3 ] [ 5 ] |
| 1366–1369 | Himfi Benedek  | Kórógyi Lászlóval (1366–1368) együtt; temesi (1366–1369), krassó- és kevemegyei ispán (1366–1367). Helyettese öccse, Himfi Péter volt | [ 3 ] [ 6 ] |
| 1366–1368 | Kórógyi László | Himfi Benedekkel (1366-1369) együtt                                                                                                   | [ 6 ]       |

## Fordítás
Ez a szócikk részben vagy egészben  a   Hungarian occupation of Vidin című angol Wikipédia-szócikk ezen változatának fordításán alapul.  Az eredeti cikk szerkesztőit annak laptörténete sorolja fel. Ez a jelzés csupán a megfogalmazás eredetét és a szerzői jogokat jelzi, nem szolgál a cikkben szereplő információk forrásmegjelöléseként.